# Polvere
Polvere è un nome generico attribuito alla materia suddivisa in particelle di diametro compreso indicativamente fra 1 e 100 micrometri (o micron).
Nel suo etimo si ritrovano immagini come la farina (dal latino pulvis probabilmente connesso a pòllen = fior di farina) e il movimento, lo scuotere (accostata al greco pàllô nella radice pal-/spal- = scuotere, agitare in modo simile al sanscrito spar- = muovere, agitare). 

## Descrizione

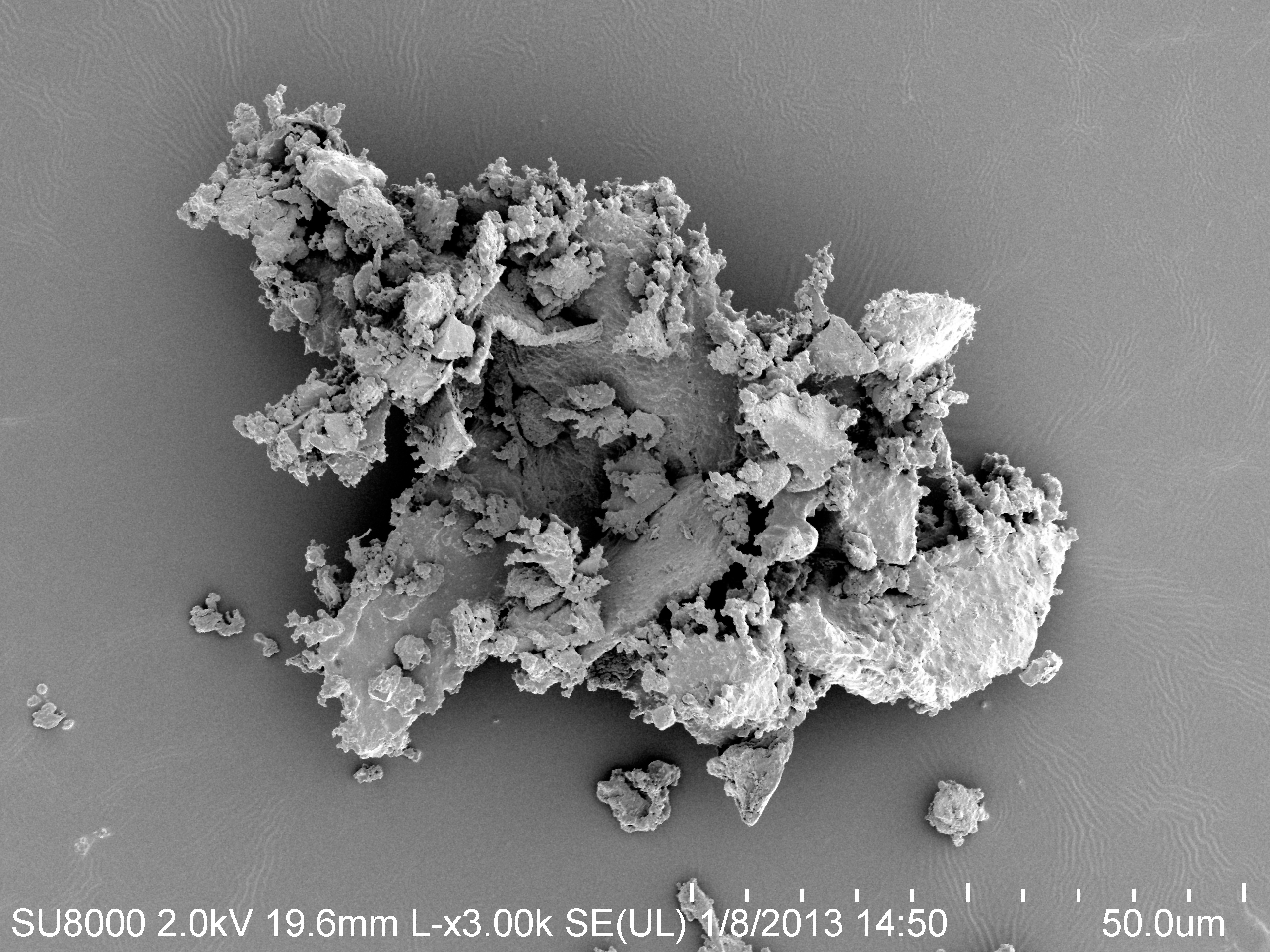
Particella di polvere domestica al microscopio

Essendo dei solidi granulari, presentano un comportamento fisico complesso: a grande scala si può talvolta considerare un comportamento intermedio tra quello dei solidi non granulari e quello dei fluidi non newtoniani. La polvere dispersa in un ambiente gassoso è detta particolato. 
Sulla Terra, la polvere si trova nell'atmosfera e proviene da diverse sorgenti, come il suolo (la polvere può essere sollevata dal vento), eruzioni vulcaniche, e l'inquinamento. Le polveri sospese in aria (pulviscolo atmosferico) hanno effetti rilevanti sul clima e sulla salute umana. La polvere è anche presente nello spazio esterno (polvere interstellare), causando la luce zodiacale. Le nubi di gas e polvere sono considerati inoltre i precursori dei sistemi planetari.

## La polvere domestica

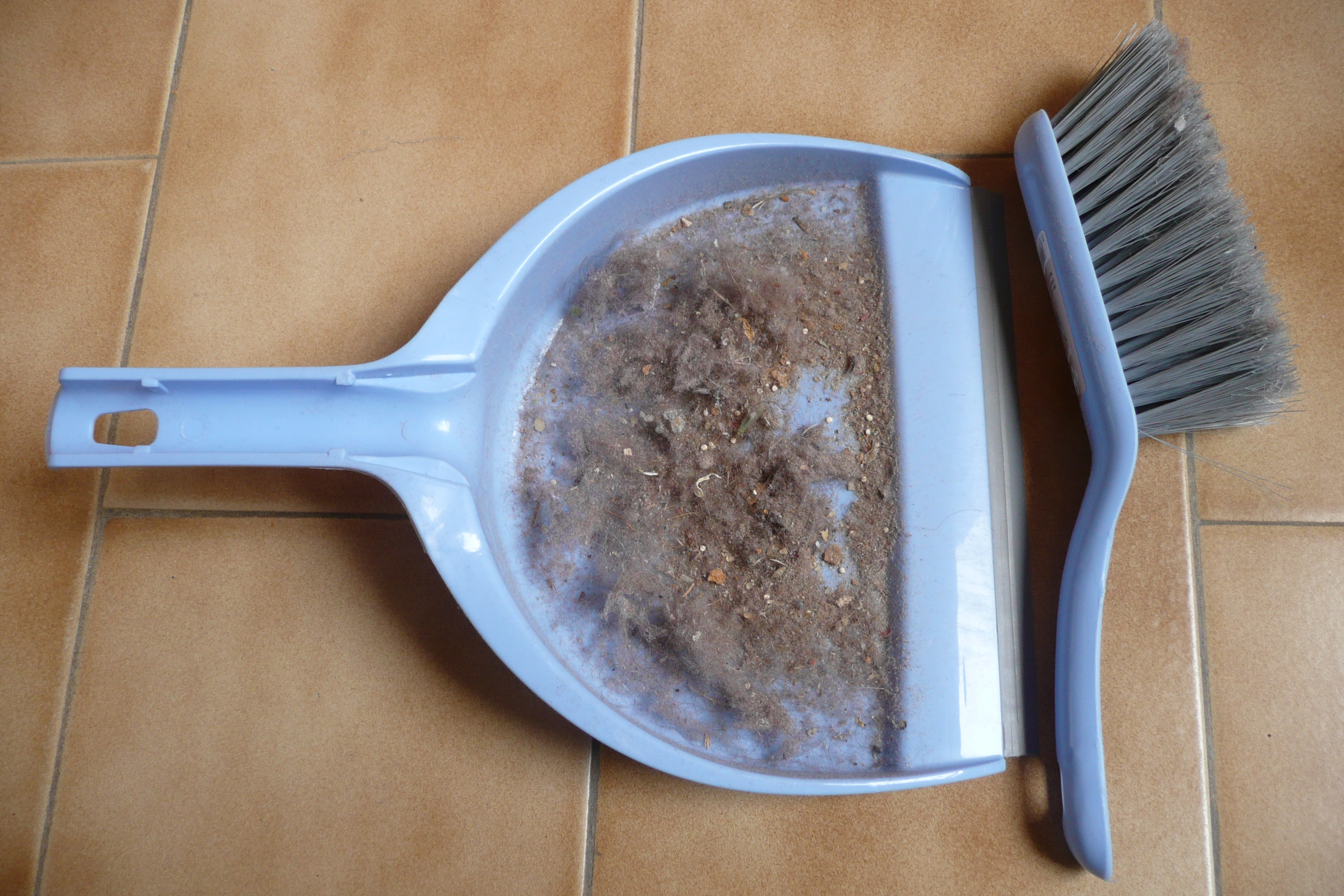
Polvere domestica

La polvere che si accumula negli ambienti domestici è composta da polveri atmosferiche insieme a polvere generalmente provocata dagli abitanti a causa di frammenti di capelli, pelle, unghie e fibre dei vestiti. Viene generalmente rimossa con l'aspirapolvere, con degli stracci, o con la scopa.
Gli acari della polvere si alimentano con i componenti organici presenti nella polvere casalinga; le loro feci vanno ad alimentarla e possono provocare reazioni allergiche.

## Rischi e pericoli

### Attività nell'industria
Un'esplosione di polveri nelle attività industriali è un evento dannoso causato da una violenta reazione chimica di combustione di una polvere combustibile, che avviene in presenza di particolari condizioni.

### Salute umana
Il particolato, nella chimica ambientale, indica l'insieme delle sostanze sospese in aria sotto forma di aerosol atmosferico che hanno dimensioni che variano da pochi nm a 100 µm. 
Viene ritenuto potenzialmente pericoloso per la salute poiché tali particelle possono non essere filtrate dall'apparato respiratorio umano, penetrando nei polmoni e scatenando varie patologie.